# Diplodocus hallorum
Diplodocus hallorum, do grego diplo, "duplo", e dokos, "viga") foi uma espécie de dinossauro herbívoro e quadrúpede que viveu no fim do período Jurássico. Media algo entre 29 e 32 metros de comprimento.
Esta espécie foi descoberta em 1979 por David Gillette, que a classificou em 1991 no seu próprio gênero, Seismosaurus. Hoje sabe-se que esta espécie pertencia ao gênero Diplodocus. Viveu na América do Norte e seus fósseis foram encontrados no Novo México, Estados Unidos.
Em 1985 foram encontrados ossos desse dinossauro no Novo México, Estados Unidos, e próximo ao achado havia mais de duzentas pedras redondas e polidas chamadas gastrólitos, que ajudavam os diplodocos, e muitos outros saurópodos, a digerir a enorme quantidade de plantas que comiam.
O Diplodocus hallorum tinha o corpo em forma de barril, cabeça pequena, cauda comprida e espinha dorsal forte e flexível. Agitando a cauda como um chicote o diplodoco conseguia abater um predador com muita facilidade.